# National (Panasonic)

logo National

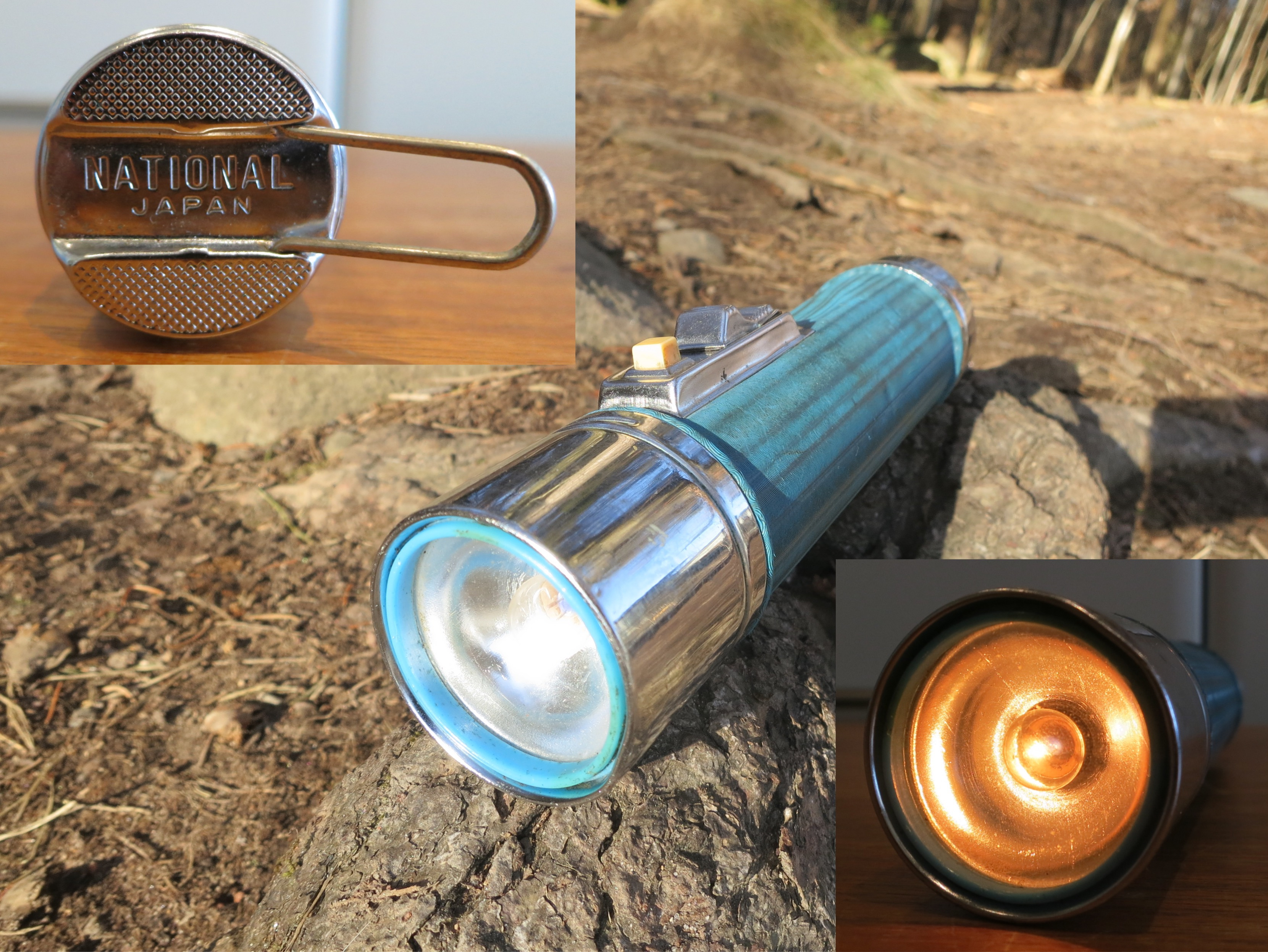
Torcia elettrica del marchio National degli anni '70.

National (ナショナル Nashonaru) è un marchio cessato dalla Panasonic Corporation (ex Matsushita Electric Industrial Co., Ltd.) utilizzato per la commercializzazione di elettrodomestici, apparecchi per la cura della persona e prodotti industriali. Né National Semiconductor né National Car Rental sono collegate a Panasonic "National".

## Storia
Prima dell'utilizzo come marchio universale Panasonic per elettrodomestici, National fu usato da Konosuke Matsushita per marchiare le lampade per biciclette a batteria, con la speranza che sarebbero divenute di uso nazionale in Giappone, da qui "National". È stato il primo più noto marchio giapponese di elettronica di consumo.
National fu il primo marchio su tanti prodotti Matsushita, incluso prodotti audio-video e alcune volte accostato a Panasonic come National Panasonic dopo il successo del nome Panasonic.
Dopo il 1980 in Europa, e dal 1988 in Australia e Nuova Zelanda, Matsushita cessò l'uso del marchio "National" e commercializzò i prodotti audio-video a marchio Panasonic e Technics. Matsushita non usò mai ufficialmente il marchio National negli USA, eccetto per prodotti importati come prodotti per la cottura del riso dal Giappone.
National è nota in Asia come costruttore di pentole elettriche per la cottura del riso. Ventilatori sono fabbricati da Kawakita Denki Kigyosha (KDK) e rimarchiati National e Panasonic. Nel 2004, il marchio venne gradualmente messo in phase-out in Asia, anche per motivi legati al diritto all'uso del nome National da parte di altri costruttori con marchi contenenti il nome "National".
Dato il grande significato del nome della Matsushita nativo proprio del Giappone, i prodotti non-audiovideo (molti elettrodomestici, anche bianchi) furono marchiati "National" fino al settembre 2008. Dal 1º ottobre 2008 Matsushita cambiò il nome in Panasonic Corporation. Nel 2015 National rinominò la Ohmura Electric per i ventilatori e condizionatori, laptop schede madri e altri apparecchi al posto di marchi come KDK, JVC e Technics.

## Biciclette
National produsse anche biciclette importate negli USA sotto l'etichetta Panasonic. Il marchio fu noto per la qualità dei prodotti a basso costo, questo dovuto al fatto che la manifattura aveva un alto grado di automazione e basso uso di manodopera. Uno dei modelli prodotti aveva un cambio Shimano Front freewheel.

## Pubblicità
- Nel 1960, National lanciò una serie tokusatsu, coprodotta da Toei, chiamata National Kid. La serie non fu molto popolare se non in Brasile.
- Nel 1976, il gruppo svedese ABBA promosse la National. La pubblicità fu trasmessa in Europa occidentale, Australia, Nuova Zelanda, Giappone, Filippine e Tailandia.
- Negli anni '80 venne usato in Giappone il gatto "Chatran" noto anche come "Milo" dal film della Columbia Pictures "The Adventures Of Milo & Otis" (Koneko Monogatari). Lo spot commerciale presentava spezzoni di film con "Chatran"/"Milo" con compagno umano.